# Ducato di Bielsko

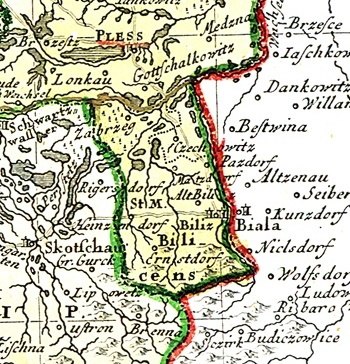
Cartina della regione nel 1746

Il Ducato di Bielsko (in tedesco: freie Standesherrschaft Bielitz, Fürstentum Bielitz, Herzogtum Bielitz, in latino: status minores Bilicensis, status maiores Bilicensis, ducatus Bilicensis, in polacco: księstwo bielskie, in ceco: Bílské knížectví) fu uno dei ducati della Slesia.
Fu creato nel 1572 dal Ducato di Cieszyn, come stato vassallo della Boemia, e fu venduto da Venceslao III Adamo di Teschen a Charles Promitz. In seguito, nel 1582, fu venduto ad Adamo Schaffgotsch, ma dieci anni dopo fu di nuovo venduto alla famiglia Sunnegh. Questi ultimi, nel 1724, vendettero la regione a Enrico di Salm. Nel 1743 il ducato passò a Friedrich Wilhelm von Haugwitz e nel 1751 lo status fu modificato in "status maiores", in modo che potesse inviare deputati all'Assemblea della Slesia.
Nel 1752 Bielsko fu acquistata da Aleksander Józef Sulkowski, figlio del Re di Polonia Augusto il Forte. Nello stesso anno, lo status mutò in quello di un principato (Fürstentum). Il 2 novembre 1754 la Regina Maria Teresa d'Austria creò il Principato di Bielsko (Herzogtum Bielitz) e i successivi possessori del Principato ebbero il diritto al titolo di Herzog (duca), mentre i membri restanti della famiglia avrebbero avuto lo status meno importante di Fürst (Principe).
Il Principato fu un principato autonomo della Slesia austriaca fino al 1849. Dopo la divisione della Slesia di Cieszyn tra Cecoslovacchia e Polonia, nel 1920, la regione di Bielsko passò alla Polonia.
La capitale era Bielsko, e i duchi erano vassalli del Re di Boemia.